# Brand-Nagelberg
Brand-Nagelberg  är en kommun  i Österrike. Den ligger i distriktet Gmünd i förbundslandet Niederösterreich, 120 kilometer nordväst om huvudstaden Wien. Kommunens huvudort är Alt-Nagelberg. Kommunen gränsar i väster till Tjeckien.
Kommunen består av fem orter (Ortschaften) (inom parentes invånarantal 1 januari 2024):
- Alt-Nagelberg (557)
- Brand (447)
- Finsternau (143)
- Neu-Nagelberg (92)
- Steinbach (216)